# Aventures au harem
Pour plus de détails, voir Fiche technique et Distribution.
Aventures au harem (Lost in a Harem) est un film américain avec le duo comique Abbott et Costello, réalisé par Charles Reisner et sorti en 1944.
D'après le site rottentomatoes, c'est le meilleur des trois films produits par la Metro-Goldwyn-Mayer avec Aboott & Costello. Il est typique du style de la MGM à l'époque.

## Synopsis
Lorsqu'un spectacle de vaudeville itinérant est bloqué au Moyen-Orient, leur chanteuse, Hazel Moon, prend un emploi dans un café local. Deux des hommes d'accessoires, Peter Johnson et Harvey Garvey, sont embauchés pour soulager la troupe de comédiens, mais leur acte déclenche malheureusement une bagarre. Les deux hommes, avec Hazel, se retrouvent en prison. Ils y rencontrent le prince Ramo, un cheikh, qui leur propose de les aider à s'évader s'ils acceptent de l'aider à retrouver le trône que son oncle Nimativ lui a usurpé à l'aide de deux anneaux hypnotiques.
Après s'être échappés de prison, Peter et Harvey rejoignent Ramo et ses cavaliers du désert et élaborent un plan pour que Hazel séduise Nimativ, car il est assez vulnérable aux poupées blondes. Le plan prévoir qu'une fois que Nimativ est distrait, Peter et Harvey prévoient de récupérer les anneaux hypnotiques pour faciliter la récupération du trône par Ramo.
Peter et Harvey entrent dans la capitale, se faisant passer pour des découvreurs de talents hollywoodiens, et rencontrent Nimativ. Il est rapidement amoureux de Hazel et parvient à hypnotiser Peter et Harvey, qui lui révèlent alors leurs plans. Ils sont emprisonnés, tandis que Hazel est hypnotisée pour devenir l'une des épouses de Nimativ. Après que Ramo ait aidé les garçons à s'échapper, ils sollicitent l'aide de Teema, la première épouse de Nimativ, en lui promettant une carrière cinématographique à Hollwyood. Harvey se déguise alors en Teema, tandis que Peter se déguise en Nimativ. Ils parviennent à voler les anneaux lors d'une grande fête costumé et à retourner les anneaux contre Nimativ, qui abdique le trône en faveur de Ramo qui redevient le roi avec Hazel comme épouse. Les garçons retournent aux États-Unis.

## Fiche technique
- Titre original Lost in a Harem
- Réalisateur : Charles Reisner
- Scénario : Harry Ruskin, John Grant, Harry Crane (en)
- Production : Metro-Goldwyn-Mayer
- Costumes : Valles
- Musique : David Snell
- Montage : George Hively
- Durée : 89 minutes
- Genre : Comédie, aventure
- Date de sortie : 
  - États-Unis : 31 août 1944

## Distribution

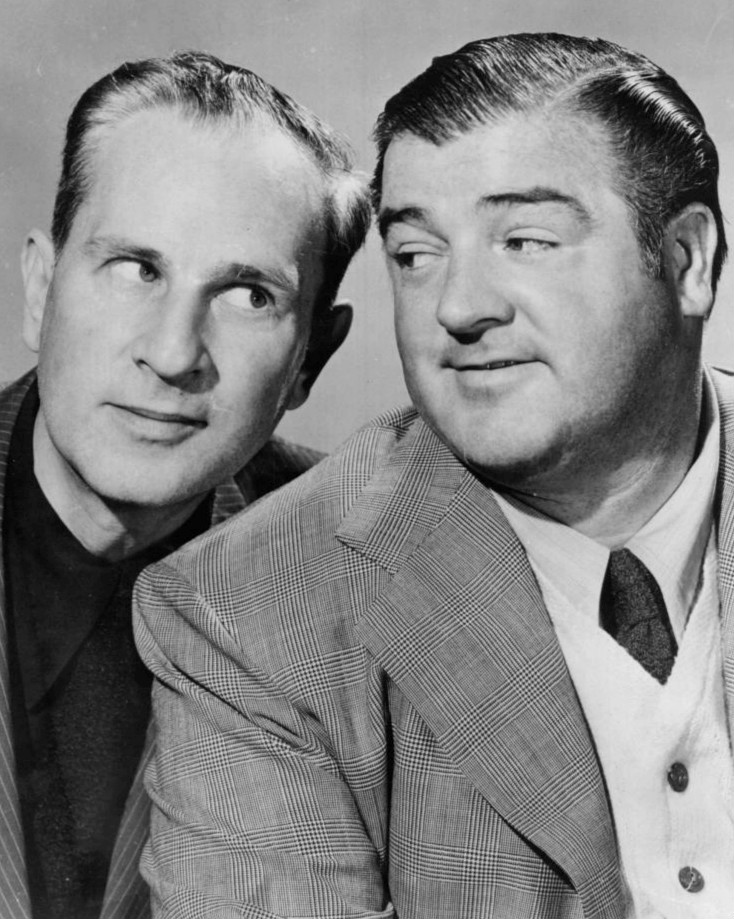
Abbott et Costello.

- Bud Abbott
- Lou Costello
- Marilyn Maxwell
- John Conte
- Douglass Dumbrille

## Censure
Le film a été interdit au Maroc, et certaines scènes ont été coupées pour son exploitation en Syrie.

## Réédition
Le film est ressorti en DVD en 2006 par Warner Bros.